# Walls and Bridges
Walls and Bridges (englisch ‚Mauern und Brücken‘) ist das fünfte Solo-Studioalbum von John Lennon nach der Trennung der Beatles. Gleichzeitig ist es einschließlich der drei Avantgarde-Alben mit seiner Frau Yoko Ono und des Livealbums der Plastic Ono Band das insgesamt neunte Album John Lennons. Es wurde am 4. Oktober 1974 in Großbritannien und am 26. September 1974 von dem Label Apple Records in den USA veröffentlicht.

## Entstehungsgeschichte

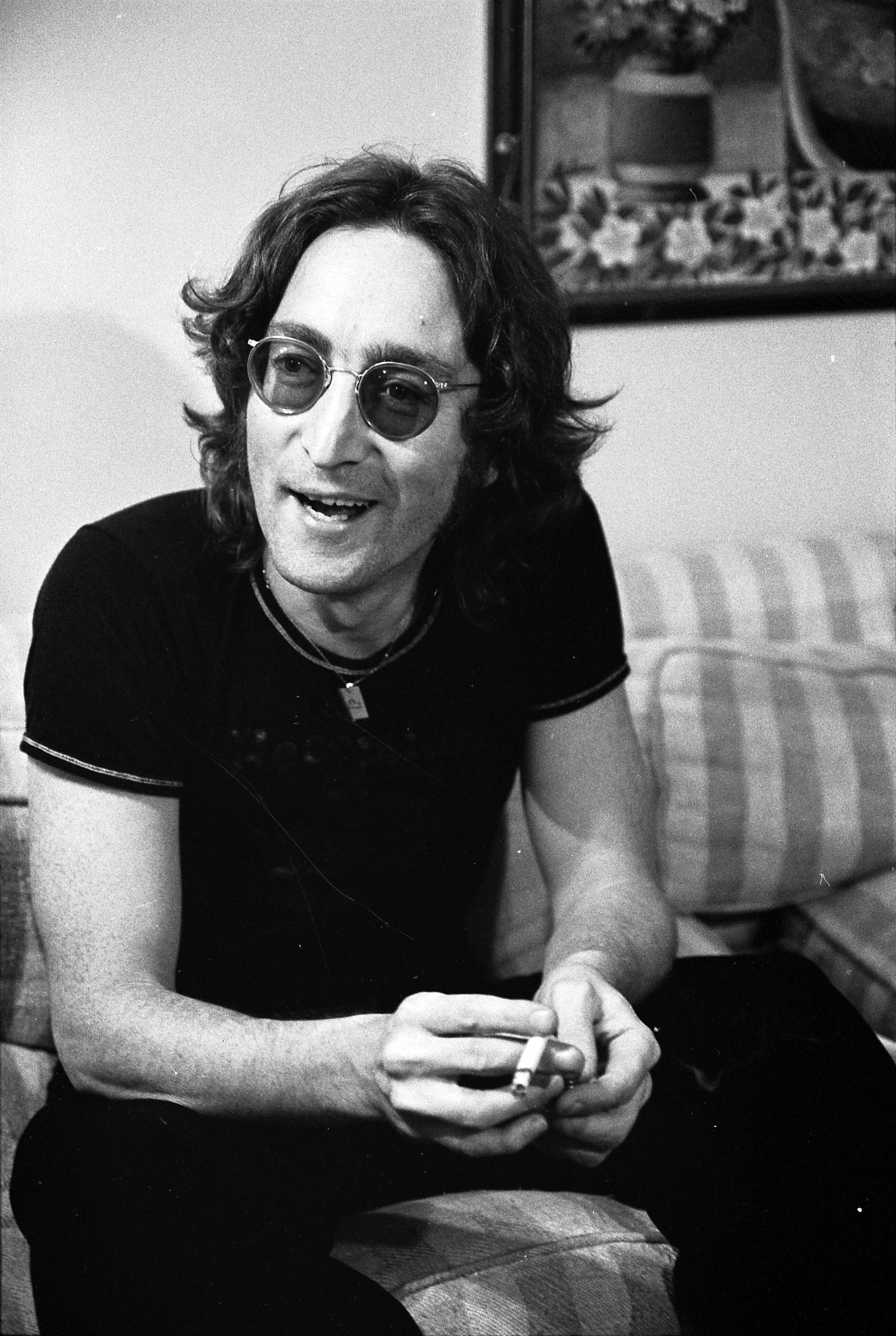
John Lennon, 1974

Im Oktober 1973 verließen John Lennon und seine zwischenzeitliche Lebensgefährtin May Pang New York und begaben sich nach Los Angeles, wo sie Promotionarbeiten für das Album Mind Games tätigten, anschließend nahm John Lennon, vom Oktober bis zum Dezember 1973, eine Reihe von Rock-’n’-Roll-Liedern mit Phil Spector für ein geplantes Album in Los Angeles auf. Die Aufnahmesessions wurden durch zunehmenden Alkoholkonsum ständig unterbrochen und Phil Spector nahm die Aufnahmebänder nach Abbruch des Projekts mit zu sich, sodass eine Veröffentlichung nicht möglich war. Die Fertigstellung des Rock ’n’ Roll-Albums erfolgte ein Jahr später, im Oktober 1974, mit John Lennon als Produzent.
Am 12. März 1974 erfolgte ein Verweis aus dem Troubador Club von John Lennon und Harry Nilsson, die im angetrunkenen Zustand einen Auftritt der Smothers Brothers gestört hatten, dieser Vorfall sowie das Verhältnis zu May Pang wurde durch die Presse öffentlich gemacht.
Danach beschloss John Lennon wieder musikalisch aktiv zu werden, in dem er das neue Album Pussy Cats von Harry Nilsson produzieren wollte. Die Aufnahmen erstreckten sich vom 28. März 1974 bis in den April 1974 in den Burbank Studios und den Record Plant West Studios in Los Angeles. Lennon steuerte seine Komposition Mucho Mungo bei und arrangierte einige der Lieder, so auch Many Rivers to Cross, dessen Streicherarrangement er für seine Komposition #9 Dream verwendete. John Lennon stellte das Album im Juni 1974 in New York in den Hit Factory Studios fertig, die Veröffentlichung erfolgte im August 1974. John Lennon und Harry Nilsson wurden auf dem Cover in einer Puppenstube als Puppen abgebildet.
Während der Aufnahmen zum Album Pussy Cats kam es zur einzigen bekannten musikalischen Zusammenarbeit mit Paul McCartney nach der Trennung der Beatles. McCartney, der mit seiner Ehefrau Linda kurzzeitig John Lennon in Los Angeles besuchte, wurde von Lennon zu einer ganztägigen Jamsession eingeladen, der unter anderem auch Stevie Wonder beiwohnte. Bei den Aufnahmen sang Lennon die Hauptstimme und spielte Gitarre. Paul McCartney sang dazu die Nebenstimme und spielte Schlagzeug. Die Aufnahmen fanden am 28. März 1974 in den Burbank Studios statt und wurden nur auf Bootlegs veröffentlicht. Eine von John Lennon angedachte weitere musikalische Zusammenarbeit mit Paul McCartney wurde nicht mehr realisiert.
Zwei weitere Lieder wurden noch während der Aufnahmen zu Pussy Cats erstellt: Too Many Cooks (Spoil the Soup) von John Lennon produziert und von Mick Jagger eingesungen, das Lied erschien erst im Oktober 2007 auf dem Kompilationsalbum The Very Best of Mick Jagger; das zweite Lied ist (It’s All Da-Da-Down To) Goodnight Vienna, eine Lennon-Komposition, die als Demo für Ringo Starrs Album Goodnight Vienna vorgesehen war. Im August 1974, im Anschluss zu den Aufnahmen zum Album Walls and Bridges sang John Lennon noch das Lied Only You (And You Alone) während der Aufnahmen zum Album Goodnight Vienna ein, beide Lieder wurden im November 1998 auf dem Kompilationsalbum John Lennon Anthology veröffentlicht.
Anschließend begann Lennon die Arbeit an Walls and Bridges, die Aufnahmesessions fanden im Juli und August 1974 in New York statt. Wie bei Mind Games produzierte John Lennon das Album erneut selbst, die Studiomusiker wurden in ihrer Gesamtheit als Plastic Ono Nuclear Band bezeichnet, während John Lennon seine musikalische Beteiligung hinter verschiedenen Pseudonymen wie „Dr. Winston O'Boogie“, „Dr. Winston O’Reggae“, „Rev. Fred Ghurkin“ und „Booker Table & The Maitre D’s“ verbarg. Der Toningenieur Jim Lovine sagte über die Aufnahmen: „Die Walls And Bridges-Sessions waren die professionellsten, an denen ich je teilgenommen habe. Er (Lennon) war jeden Tag da, 12 Uhr bis 22 Uhr, geh nach Hause, an den Wochenenden, acht Wochen, fertig.“
Erste Probeaufnahmen für das Album fanden am 13. Juli 1974 in den Record Plant East Studios in folgender Besetzung statt: John Lennon (Gesang, Gitarre und Klavier), Jim Keltner (Schlagzeug), Jesse Ed Davis (Gitarre) und Klaus Voormann (Bass). Die Aufnahmen waren, im Gegensatz zu den veröffentlichten Versionen, minimalistisch gehalten, teilweise variierten auch die gesungenen Texte. Auf dem Kompilationsalbum Menlove Ave. wurden folgende fünf Lieder veröffentlicht: Steel and Glass, Scared, Old Dirt Road, Nobody Loves You (When You’re Down and Out) und Bless You, weitere fünf Lieder wurden auf Bootlegs veröffentlicht.
Einige Lieder spiegelten seine veränderte Lebenssituation wider, so behandeln die Texte von Going Down on Love  und What You Got  die Trennung von seiner Frau Yoko Ono.
Weiterhin enthält das Album Liebeslieder an Yoko Ono, Bless You  sowie an seine damalige Lebensgefährtin May Pang Surprise, Surprise (Sweet Bird of Paradox).
Scared  und Nobody Loves You (When You’re Down and Out)  offenbaren die Ängste von John Lennon.
Steel and Glass  ist ursprünglich an seinen ehemaligen Manager Allen Klein gerichtet, in späteren Interviews relativierte John Lennon diese Aussagen oder deutete an, dass das Lied auch an sich selbst gerichtet sein könnte.
Die Gemeinschaftskomposition mit Harry Nilsson Old Dirt Road  und #9 Dream  behandeln Traumsequenzen.
 Beef Jerky ist ein Instrumentallied, während bei dem angespielten Lied Ya Ya der Sohn von John Lennon, Julian, Schlagzeug spielt.
Elton John sang mit John Lennon bei der Singleauskopplung Whatever Gets You thru the Night  im Duett, bei Surprise, Surprise (Sweet Bird of Paradox) sang er die Hintergrundstimme. John Lennon sagte 1974 über Elton John: „Eines Nachts tüfftelte ich herum und Elton John kam mit Tony King von Apple herein, und in der nächsten Minute sagte Elton: 'Sag, kann ich ein bisschen Klavier darauflegen?' Ich sagte: 'Klar, ich liebe es!' Ich war erstaunt über seine Fähigkeiten: Ich kannte ihn, aber ich hatte ihn noch nie spielen sehen. Ein guter Musiker, großartiger Klavierspieler. … Und dann sang er mit mir. Wir hatten eine tolle Zeit.“
Ende August 1974 nahm Elton John mit John Lennon das Lied Lucy in the Sky with Diamonds in den Caribou Ranch Studios in Colorado neu auf. John Lennon sang die Hintergrundstimme und beim Refrain, weiterhin spielte er Gitarre. Bei der Neuaufnahme der Lennon-Komposition One Day At a Time vom Album Mind Games spielte John Lennon lediglich Gitarre. Lucy in the Sky with Diamonds erschien mit der B-Seite One Day At a Time im November 1974 als Elton-John-Single und erreichte Platz eins der US-amerikanischen Charts.
Elton John wettete mit Lennon, dass die Single Whatever Gets You Thru the Night die Nummer-eins-Position erreichen wird. Nachdem Elton John die Wette gewonnen hatte, löste John Lennon seine Wettschulden ein, indem er bei einem Elton-John-Konzert am 28. November 1974 im Madison Square Garden auftrat und die folgenden drei Lieder sang: Lucy in the Sky with Diamonds, Whatever Gets You Thru the Night und I Saw Her Standing There. Es sollte John Lennons letzter Konzertauftritt sein. Das Lied I Saw Her Standing There wurde im Februar 1975 als B-Seite der Elton-John-Single Philadelphia Freedom veröffentlicht, alle drei Lieder des Auftritts erschienen im März 1981 als Single und am 4. Oktober 1990 auf dem Kompilationsalbum Lennon. Elton John veröffentlichte neu abgemischte Versionen dieser drei Titel im März 1995 als B-Seiten seiner CD-Single Made in England. Nach dem Elton-John-Konzert trafen sich John Lennon und Yoko Ono erstmals nach ihrer Trennung, ab Januar/Februar 1975 lebten sie wieder erneut in ihrem Apartment im Dakota-Building zusammen.
Ein weiteres Lied der Aufnahmesessions, Move Over Mrs. L, wurde erst im nächsten Jahr, im März 1975, als B-Seite von Stand By Me, der ersten Single des Albums Rock ’n’ Roll veröffentlicht.
Die Schallplattengesellschaft Capitol Records als auch John Lennon bewarben das Album intensiv, so gab John Lennon mehrere längere Radiointerviews, am 28. September 1974 betätigte er sich sogar teilweise als Radiomoderator beim New Yorker Radiosender WNEW.
Neben der Single Whatever Gets You Thru the Night erreichte auch das Album die Nummer-eins in den US-amerikanischen Billboard-Charts und war somit das zweite und letzte Nummer-eins-Solo-Album zu Lebzeiten von John Lennon.
In den USA wurde zusätzlich noch eine quadrofonische Abmischung auf 8-Spur-Kassetten vertrieben.
John Lennon sagte 1980 rückblickend auf das Album und über das Jahr 1974: "Ich glaube, ich war mental mehr in einem Morast als Yoko. Wenn man Walls And Bridges hört, hört man jemanden, der depressiv ist. Man kann sagen: „Nun, es war wegen des jahrelangen Kampfes gegen die Abschiebung und dieses und jenes Problem“, aber was auch immer es war, es klingt deprimierend. Es ist ein Spiegelbild der Zeit."

## Covergestaltung
Das Cover ist ein Bild, das John Lennon im Alter von elf Jahren malte. Abgebildet ist ein Fußballspiel des FC Liverpool. Ein alternatives Cover von Walls and Bridges auf der 2005 erschienenen CD zeigt Lennon mit fünf Brillen auf der Nase. Die Fotos stammen von Bob Gruen.

## Wiederveröffentlichungen
- Die Erstveröffentlichung im CD-Format erfolgte am 20. Juli 1987. Der CD liegt ein 16-seitiges bebildertes Begleitheft bei, das die Liedtexte und Informationen zum Album beinhaltet.[20]
- Am 22. November 2005 wurde das Album in einer remasterten und neu abgemischten Version (außer den Liedern: Old Dirt Road, Bless You, Scared und Nobody Loves You (When You’re Down and Out)) mit zwei Bonusstücken sowie einem Interview wiederveröffentlicht. Die Neuabmischung erfolgte im Jahr 2005 in den Abbey Road Studios unter der Aufsicht von Yoko Ono. Der Remix-Ingenieur war Peter Cobbin. Für das Remastering war Steve Rooke verantwortlich. Projektkoordinator war Allan Rouse. Weitere Aufnahmen waren bereits auf Menlove Ave. (Probeaufnahmen der Titel: Steel and Glass, Scared, Old Dirt Road, Nobody Loves You [When You’re Down and Out] und Bless You) und dem Boxset John Lennon Anthology veröffentlicht worden. Der CD liegt ein zwölfseitiges bebildertes Begleitheft bei, das Information zum Album und die Liedtexte enthält.[21]
- Im Oktober 2010 wurde das Album in einer erneut remasterten Version, diesmal in der originalen Abmischung wiederveröffentlicht. Das Remastering fand im Jahr 2010 in den Abbey Road Studios durch Paul Hicks und Sean Magee statt. Projektkoordinator war Allan Rouse. Das Album hat ein aufklappbares Pappcover, dem ein 16-seitiges bebildertes Begleitheft beigegelegt ist, das Informationen zum Album und die Liedtexte beinhaltet. Das Design stammt von der Firma Peacock und Karla Merrifield.[22]

## Titelliste
- Seite 1

1. Going Down on Love – 3:54
2. Whatever Gets You thru the Night – 3:28
3. Old Dirt Road (Harry Nilsson/John Lennon) – 4:11
4. What You Got – 3:09
5. Bless You – 4:38
6. Scared – 4:36

- Seite 2

1. #9 Dream – 4:47
2. Surprise, Surprise (Sweet Bird of Paradox) – 2:55
3. Steel and Glass – 4:37
4. Beef Jerky – 3:26
5. Nobody Loves You (When You’re Down and Out) – 5:08
6. Ya Ya (mit John Lennons damals elfjährigem Sohn Julian am Schlagzeug, Dorsey/Lewis/Robinson) – 1:06

- Bonustitel

1. Whatever Gets You Thru The Night (Live mit Elton John) – 4:23 (erschien auf der Wiederveröffentlichung 2005)
2. Nobody Loves You (When You're Down and Out) (Alternative Version) – 5:07 (erschien auf der Wiederveröffentlichung 2005)
3. John Interview (by Bob Mercer) – 3:47 (erschien auf der Wiederveröffentlichung 2005)

## Single-Auskopplungen

John Lennon, August 1974

### Whatever Gets You Thru the Night
Die erste Singleauskopplung Whatever Gets You thru the Night / Beef Jerky erschien am 23. September 1974 in den USA sowie am 4. Oktober 1974 in Großbritannien und Deutschland und wurde der erste Nummer-eins-Hit in den USA für John Lennon.
Die Promotionsingle wurde in den USA wie folgt veröffentlicht: auf der A-Seite befindet sich die Monoversion und auf der B-Seite die Stereoversion der A-Seite der Kaufsingle.
Die in Großbritannien vertriebene Promotionsingle von Whatever Gets You Thru the Night beinhaltete als B-Seite ein Interview mit dem Titel: Interview With John Lennon by Bob Mercer and a Message To The Salesmen.

### #9 Dream
Die zweite Single #9 Dream / What You Got wurde am 16. Dezember 1974 in den USA und Deutschland und am 31. Januar 1975 in Großbritannien veröffentlicht.
Die Promotionsingle wurde in den USA wie folgt veröffentlicht: auf der A-Seite befindet sich die gekürzte Monoversion und auf der B-Seite die gekürzte Stereoversion der A-Seite der Kaufsingle. Von der B-Seite What You Got wurden ebenfalls in den USA Promotionsingles hergestellt.

## Kommerzieller Erfolg

### Chartplatzierungen

#### Album
| ChartsChartplatzierungen       | Höchstplatzierung | Wochen/ Monate |
| ------------------------------ | ----------------- | -------------- |
| Deutschland (GfK)              | 41 (2 Mt.)        | 2 Mt.          |
| Vereinigte Staaten (Billboard) | 1 (35 Wo.)        | 35 Wo.         |
| Vereinigtes Königreich (OCC)   | 6 (10 Wo.)        | 10 Wo.         |

#### Singles
| Jahr | Titel                            | Höchstplatzierung, Gesamtwochen, AuszeichnungChartplatzierungen (Jahr, Titel, , Platzierungen, Wochen, Auszeichnungen, Anmerkungen) | Höchstplatzierung, Gesamtwochen, AuszeichnungChartplatzierungen (Jahr, Titel, , Platzierungen, Wochen, Auszeichnungen, Anmerkungen) | Höchstplatzierung, Gesamtwochen, AuszeichnungChartplatzierungen (Jahr, Titel, , Platzierungen, Wochen, Auszeichnungen, Anmerkungen) | Anmerkungen                                                                                |
| Jahr | Titel                            | DE | UK | US | Anmerkungen                                                                                |
| ---- | -------------------------------- | --- | --- | --- | ------------------------------------------------------------------------------------------ |
| 1974 | Whatever Gets You thru the Night | DE42 (2 Wo.)DE | UK36 (4 Wo.)UK | US1 (15 Wo.)US | Erstveröffentlichung: 16. September 1974 als John Lennon with The Plastic Ono Nuclear Band |
| 1974 | #9 Dream                         | — | UK23 (8 Wo.)UK | US9 (12 Wo.)US | Erstveröffentlichung: 16. Dezember 1974                                                    |

### Auszeichnungen für Musikverkäufe
| Land/Region                  | Auszeichnungen für Musikverkäufe (Land/Region, Auszeichnung, Verkäufe) | Verkäufe |
| ---------------------------- | ---------------------------------------------------------------------- | -------- |
| Vereinigte Staaten (RIAA)    | Gold                                                                   | 500.000  |
| Vereinigtes Königreich (BPI) | Silber                                                                 | 60.000   |
| Insgesamt                    | 1× Silber · 1× Gold ·                                                  | 560.000  |

Hauptartikel: John Lennon/Auszeichnungen für Musikverkäufe